# Danaea ushana
Danaea ushana är en kärlväxtart som beskrevs av Christenh.. Danaea ushana ingår i släktet Danaea, och familjen Marattiaceae. Inga underarter finns listade i Catalogue of Life.